# سو رايت
سو رايت (بالإنجليزية: Sue Wright) هي لاعبة الاسكواش بريطانية، ولدت في 28 يونيو 1970 في Bicester ‏ في المملكة المتحدة.

## وصلات خارجية
- سو رايت على موقع SquashInfo.com (الإنجليزية)
- سو رايت على موقع اتحاد ألعاب الكومنولث (مؤرشف) (الإنجليزية)